# Laxå flygfält
Laxå flygfält (ICAO: ESSH) (även kallad för Vena flygfält) är en privat flygplats belägen cirka 2 kilometer öster om Laxå med direktanslutning till E20. 

## Historik
Flygfältet anlades 1967 och ligger i anslutning till Laxå motorstation, och ägdes tidigare av Laxå kommun. Mellan åren 1967 och 1999 fungerade flygfältet som reservbas till Flygvapnets Eskilstuna flygbas. Kommunen sålde flygfältet 2012 till Nerikes utbildningar AB, vilka anlade ny asfalt på rullbanan[källa behövs]. Flygfältet används både för privat flygtrafik, och riskutbildning för fordonsförare.